# UFC 301
UFC 301: Pantoja vs. Erceg fue un evento de artes marciales mixtas producido por Ultimate Fighting Championship que se llevó a cabo el 4 de mayo de 2024 en Farmasi Arena en Rio de Janeiro, Brasil.

## Antecedentes
El evento marcará la duodécima visita de la promoción a Río de Janeiro y la primera desde UFC 283 en enero de 2023.
Se espera que una pelea por el campeonato de peso mosca de UFC entre el actual campeón Alexandre Pantoja y Steve Erceg encabece el evento. 
Se espera que el ex campeón de peso pluma de WEC y dos veces campeón de peso pluma de UFC, José Aldo, regrese en una pelea de peso gallo contra Jonathan Martínez, luego de retirarse en septiembre de 2022. 
Se espera que en el evento se lleve a cabo una pelea de peso ligero entre Ismael Bonfim y Vinc Pichel. Anteriormente se esperaba que el par se enfrentara en UFC Fight Night: Almeida vs. Lewis, pero la pelea fue descartada después de que Bonfim no diera el peso.
Se esperaba que en el evento se llevara a cabo una pelea de peso mediano entre Michel Pereira y Makhmud Muradov. Sin embargo, Muradov se retiró debido a una infección. Fue reemplazado por Ihor Potieria, quien también está programado para competir contra Sharabutdin Magomedov en UFC on ABC: Whittaker vs. Chimaev el 22 de junio.
Para este evento estaba programada una pelea de peso pluma entre Jean Silva y William Gomis. Sin embargo, la pelea fue cancelada debido a que Gomis sufrió una enfermedad relacionada con el corte de peso.

## Cartelera
1. ↑  Por el Campeonato Mundial de Peso Mosca de UFC.
2. ↑  A Orolbai se le descontó 1 punto en la ronda 3 por agarrarse de la valla

## Bonificaciones
Los siguientes peleadores recibieron bonos de $50.000:
- Pelea de la Noche: No se otorgaron bonos
- Actuación de la Noche: Michel Pereira, Caio Borralho, Maurício Ruffy y Alessandro Costa